# Jatco
Jatco Ltd. (яп. ジヤトコ Дзиятоко) —  транснациональная японская компания, один из крупнейших производителей автокомпонентов со штаб-квартирой в Фудзи (Сидзуока). На 75 % принадлежит Nissan.  В 2017 году объём мирового производства Jatco, достиг 100 миллионов единиц. Сама аббревиатура JaTCo означает <<Japanese Automatic Transmission COmpany>>

## Описание
Акционерами компании Jatco являются Nissan (75 %), Mitsubishi Motors (15 %) и Suzuki (10 %).
В 1943 году был основан Ёсиварский завод авиастроительной компании Nissan. В 1970 году создано совместное предприятие Nippon Automatic Transmission Co., Ltd с Mazda и Ford по производству трансмиссий к которому присоединилась Mitsubishi Motors.
В 1995 году налажено производство и проектирование в строительстве электроэнергетического оборудования Jatco.
В 1999 году подразделение Nissan и Trans Technology Corporation объединились в компанию Jatco, которая стала поставлять трансмиссии на Hyundai. В 2001 году Jatco стала поставщиком на автомобили Jaguar и GM Daewoo. Jatco стала поставщиком на заводы Ford в Германии, Тайвань и Китай. В 2003 году произошло слияние с Diamondmatic Co., Ltd. Компания стала поставщиком автокомпонентов на завод Daimler.
В 2005 в Мексике и 2009 Гуанчжоу (Китай) начато полномасштабное производство вариаторов для автомобилей среднего размера FWD. В 2006 Jatco стала поставщиком автокомпонентов для Альянса Renault–Nissan–Mitsubishi
В 2012 году Jatco стала поставщиком коробок передач в России для АвтоВАЗ. В 2019 Минпромторг объявил о планах открытия производства Jatco в Тольятти.
В 2014 году Jatco открыла в России завод по постгарантийному ремонту вариаторов.
В 2019 году в России начались продажи LADA Vesta, оснащённой вариатором Jatco JF015e
В 2021 году Jatco суммарно выпустила 50 млн вариаторов (с 1997 по 2021 год), а также выпустила новый вариатор «Jatco CVT-X» (продуктовое название модели Jatco JF022e)